# Aphonodelus coriaceipennis
Aphonodelus coriaceipennis är en skalbaggsart som beskrevs av Hermann Julius Kolbe 1905. Aphonodelus coriaceipennis ingår i släktet Aphonodelus och familjen Dynastidae. Inga underarter finns listade i Catalogue of Life.